# Боливийско-кубинские отношения
Боливийско-кубинские отношения — двусторонние дипломатические отношения между Боливией и Кубой. Государства являются странами-партнëрами БРИКС.

## История
11 января 1983 года были установлены дипломатические отношения при президенте Боливии Эрнане Силесе Суасо и председателя Совета министров Кубы Фиделе Кастро после двадцати лет разрыва. В январе 2006 года после прихода к власти в Боливии Эво Моралеса, эта страна стала с Кубой стали верными союзниками, а Боливия присоединилась к основанному Кубой и Венесуэлой торговому блоку АЛБА. Боливия долгое время принимала помощь Кубы, особенно в части кубинского медицинского интернационализма. В 2013 году отношения были охарактеризованы послом Кубы в Боливии Роландо Гомесом как «отличные».
После свержения Эво Моралеса в ноябре 2019 года отношения между Боливией и Кубой ухудшились, поскольку новый временный президент Боливии Жанин Аньес депортировала 725 человек (700 из них врачи) на Кубу, обвинив их в акциях против нового правительства. Правительство Жанин Аньес прямо обвинило Кубу в отношениях, установленных бывшим министром и бывшим послом Хуаном Рамоном Кинтана, а также бывшим министром Уго Молдизом, который был связующим звеном для действий Кубы на территории Боливии, через бывшего боливийского консула на Кубе Джессику Суарес Мамани и секретаря Кинтаны Наталии Родригес Бланко.
15 ноября 2019 года министр иностранных дел Боливии Карен Лонгарич выслала 725 кубинских граждан, в основном врачей, после того, как она выразила обеспокоенность по поводу их предполагаемого участия в протестах . В январе 2020 года временное правительство приостановило отношения с Кубой в ответ на замечания Бруно Родригеса Паррильи, который назвал Жанин Аньес «лжецом», «перевёртышем» и «самопровозглашенной» в связи с её последними заявлениями о негативной роли кубинских медицинских работников и врачей в стране.